# Pea Island
Pea Island est une île américaine de l'océan Atlantique située dans le comté de Dare, en Caroline du Nord. Elle est entièrement protégée au sein du refuge faunique national de Pea Island.